# Generaldirektion
Generaldirektionen sind meist höhere Verwaltungsbehörden oder -einrichtungen, insbesondere im Eisenbahn- und im Postwesen, aber auch im Versicherungswesen. Bei der Verwaltung der Europäischen Union gibt es zahlreiche Generaldirektionen für unterschiedliche Verantwortungsbereiche.
Die Aufgaben der Generaldirektion haben eine lange Tradition. So bestand vor der Umwandlung der Deutschen Telekom oder Bundespost in eine Aktiengesellschaft die Führung aus einer Generaldirektion, ebenso bei der Deutschen Bundesbahn und der Deutschen Reichsbahn (dort als Reichsbahndirektion bezeichnet). Für die Schweizerischen Bundesbahnen gilt dies heute noch.
Auch manche Museen und größere Bibliotheken werden über eine Generaldirektion geführt.